# نصير الدين الطوسي
اَلْخَوَاجَةُ نَصِيرُ اَلدِّينِ أَبُو جَعْفَرٍ مُحَمَّدُ بْنُ مُحَمَّدِ بْنِ اَلْحَسَنِ اَلطُّوسِيُّ (18 فبراير 1201 – 26 يونيو 1274) (597 هـ - 672 هـ) اَلْمَعْرُوفُ بنَصِيرِ اَلدِّينِ اَلطُّوسِيِّ أو اَلْمُحَقِّقِ اَلطُّوسِيِّ، عالِمٌ فَلَكِيٌّ، وأَحْيَائِيٌّ، وكِيمِيائِيٌّ، ورِياضِيَّاتِيٌّ، وفَيْلَسُوفٌ، وطبَِيبٌ، وفِيزِيائيٌّ، ومُتَكَلِّمٌ، ومَرْجِعٌ شِيعِيٌّ فَارِسِيٌّ.
كان مُسلِمًا يَنتمي إلى الطائفة الإسماعيليَّة، ثُمَّ اعتنق مذهب الشيعةِ الاثْنَي عَشَرِيَّة. عَدَّهُ العالمُ والمؤرخُ ابْنُ خَلدُونَ أحدَ أعظمِ عُلَماءِ الفُرْس.

## حياته
وُلِد في طُوس، وهي ناحية في منطقة خُراسان في شَمال شرق إيران، واختُلف في سنة ولادته، ولكن أكثر المؤلفين على أنه ولد سنة 597 هـ وكان والده شيخُ الطائفةِ محمد بْنُ الحَسَن الطوسيُّ من الفقهاء والمحدّثين، فتربّى في حجره ونشأ على يده.
يبدو أنه ولد في عائلة شيعية وفقد والده في سن مبكرة. وفاءً لرغبة والده، أخذ محمد الشاب التعلم والمعرفة بجدية بالغة وسافر بعيدًا لحضور محاضرات علماء مشهورين واكتساب المعرفة، وهو تمرين شجعه بشدة في عقيدته الإسلامية. في سن مبكرة، انتقل إلى نيشبور لدراسة الفلسفة تحت فريد الدين ضمد والرياضيات في عهد محمد حسيب. كما التقى بالعطار من نيشبور، المعلم الصوفي الأسطوري الذي قُتل في وقت لاحق على يد المغول، وحضر محاضرات قطب المصري.
في الموصل درس الرياضيات وعلم الفلك مع كمال الدين يونس (توفي 639 هـ / 1242 م)، وهو تلميذ لشرف الدين العاصي. في وقت لاحق، تحدث مع صدر الدين القناوي، صهر ابن عربي، ويبدو أن التصوف، كما روج له أساتذة الصوفية في عصره، لم يكن جذابًا إلى ذهنه وبمجرد أن كانت المناسبة مناسبة قام بتأليف دليل التصوف الفلسفي الخاص به في شكل كتيب صغير بعنوان «أوصاف الأشراف».
عندما اكتسحت جيوش جنكيز خان وطنه، كان يعمل من قبل الدولة الإسماعيلية النزارية وقدم إسهاماته الأكثر أهمية في العلوم خلال هذا الوقت عندما كان ينتقل من معقل إلى آخر. تم القبض عليه بعد غزو قلعة ألموت من قبل القوات المغولية.

## الطوسي في قلاع الإسماعيليين
انتقل نصير الدين من طوس إلى نيسابور وهو في مطلع شبابه طلبا للعلم من كبار علمائها. وفي العشرين من عمره اجتاح المغول بقيادة جنكيز خان منطقة خراسان وأخذوا بتدمير مدنها الواحدة تلو الأخرى وقتلوا فيها من قتل وفر منهم من فر، حتى ساد القتل والخراب وأصبح الناس هائمين على وجوههم لا يعرفون أين المفر، لكن قلاع الإسماعيليين كانت صامدة في وجه المغول.

اضطر الطوسي للجوء إلى قلاع الإسماعيليين المحصنة للنجاة من بطش المغول، وكان هذا اللجوء بعد الدعوة التي قدمها ناصر الدين عبد الرحيم بن أبي منصور حاكم قهستان والوالي على قلاع الإسماعيليين الذي كان مهتماً بالعلماء والفلاسفة ثم طلبه علاء الدين محمد زعيم الإسماعيليين من واليه ناصر الدين فذهب به إليه في قلعة ألموت، فاستبقاه علاء الدين عنده حتى توفي، ثم استبقاه ابنه الأكبر ركن الدين خورشاه، وكان الطوسي الوزير المطلق لدى الإسماعيليين حيث بلغ عندهم رتبة أطلقوا فيها عليه لقب أستاذ الكائنات. ويذكر بعض المؤرخين  إنه ذهب مرغما بعد أن تم اختطافه من قبل الإسماعيليين واقتادوه إلى «قلعة الموت» (إحدى قلاع الإسماعيليين) وقضى تلك الفترة سجينا هناك.
لقد كان الغزو المغولي الثاني بقيادة هولاكو خان حفيد جنكيز خان وهو غزو أكثر ضرواة من الغزو الأول فحتى قلاع الإسماعيليين الحصينة كانت عاجزة عن صد هذا الغزو.

فأرسل هولاكو إلى ركن الدين خورشاه يطلب إليه الاستسلام، وبعد إرسال عدة سفراء من جانب الإسماعيليين طلب هولاكو مجيء ركن الدين بنفسه للتفاوض، فاستشار ركن الدين خاصته وأركان دولته فأشاروا بالتسليم ليقينهم بأن المقاومة ميؤوس منها، فمضى ركن الدين وبصحبته أولاده ونصير الدين الطوسي والوزير مؤيد الدين والطبيبان موفق الدولة ورئيس الدولة، ونزلوا من قلعة ألموت مخلفين دارهم التي عمروها مائة وسبعا وسبعين سنة، وكان نزول ركن الدين من القلعة وذهابه إلى هولاكو إيذانا بانتهاء دولة الإسماعيليين في إيران.

فغدر هولاكو بهم فقتل ركن الدين ومن معه واستثنى من ذلك الطوسي والطبيبين موفق الدولة ورئيس الدولة، إذ إنه كان عارفا بمكانتهم العلمية والفكرية.

## الطوسي وهولاكو
كان المغول أكبر خطر يهدد الحضارة الإسلامية فكانت الأمة الإسلامية في ذاك الوقت تعاني من الانقسام والانحلال وكانت الدولة العباسية في بغداد ضعيفة بسبب الانقسامات على السلطة والفساد.
أصبح الطوسي في قبضة هولاكو الذي لم يكن يهتم لا بالفلسفة ولا بالرياضيات التي كان يجيدها الطوسي وإنما كان مولعا بعلم التنجيم، والذي كان يجيده الطوسي باعتباره من كبار علماء الفلك. كما أن الطوسي كان من كبار الأطباء الذي يحتاجهم أي جيش يغزو بلدان غريبة لا يعرف أنواع الأمراض والأوبئة التي فيها.

فاحتفظ هولاكو به وأمر بضمه إلى معسكره ووجوب ملازمته أينما ذهب.

وهناك قصة تروي الحديث الأول الذي دار بين هولاكو ونصير الدين وكان هولاكو قد سمع بمكانته العلمية فقال له: أنت تطلع إلى السماء؟ فقال له: لا، فقال: ينزل عليك ملك يخبرك؟ فقال له: لا، فقال له: هولاكو، فمن أين تعرف؟ قال نصير الدين: بالحساب، فقال: تكذب، أرني من معرفتك ما أصدقك به، وكان هولاكو جاهلا قليل المعرفة فقال له نصير الدين: في الليلة الفلانية في الوقت الفلاني يخسف القمر.
قال هولاكو: احبسوه إن صدق أطلقناه وأحسنا إليه، وإن كذب قتلناه فحبس إلى الليلة المذكورة، فخسف القمر خسفا بالغا فاتفق أن هولاكو تلك الليلة غلب عليه السكر فنام ولم يجسر أحد على انتباهه.
فقيل لنصير الدين ذلك فقال: إن لم ير القمر بعينيه وإلا فأغدو مقتولا لا محالة، وفكر ساعة ثم قال للمغول: دقوا على الطاسات وإلا يذهب قمركم إلى يوم القيامة، فشرع كل واحد يدق على طاسة، فعظمت الغوغاء، فانتبه هولاكو بهذه الحيلة ورأى القمر قد خسف فصدقه وآمن به، وكان ذلك سببا لاتصاله بهولاكو.
بعد دخول بغداد أحرقت الآلاف من الكتب وقتل عشرات الآلاف من السكان وفر من استطاع الفرار حتى خلت بغداد من السكان وتمكن الطوسي من إنقاذ بعض العلماء مثل ابن الفوطي. وتمكن أن ينتزع من هولاكو أمرًا يقضي: بأن يقف عند باب الحلبة ويؤمِّن للناس الخروج من هذا الباب، فأخذ الناس يخرجون جماعات كثيرة.كما استطاع أن ينقذ عشرات الآلاف من الكتب النفيسة والآثار العلمية.

### مرصد مراغة

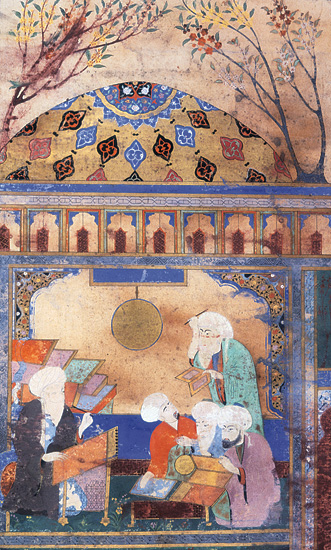
نصير الدين الطوسي جالسًا على مكتبه في مرصد مراغة ببلاد فارس.

تمكن الطوسي بذكائه الفذ أن يتقرب من هولاكو وأن يؤثر فيمن حوله وتمكن من إقناع هولاكو ببناء مرصد فلكي كبير وبالفعل في عام 657 هـ/1259م قام بإنشاء المرصد الفلكي في مدينة مراغة وجعل منه أول أكاديمية علمية بالمعنى الحديث، حيث جمع فيها أكثر من 400 ألف مجلد تحوي على نفائس الكتب في مختلف العلوم وعلى العديد من الكتب التي أنقذت من الدمار في بغداد، كما جمع فيه عدد كبير من العلماء مثل ابن الفوطي ومحيى الدين المغربي وغيرهم كثير.

## هل كان الطوسي اثنا عشرياً أو إسماعيلياً؟
الباحثون يختلفون حول عقيدته إلى فريقين:
- (أ) الطوسي بوصفه إسماعيلياً: فرأي الباحثين: د.عبد الأمير الأعسم ود.كامل مصطفى الشيبي ود.عارف تامر الذين يصرون على إسماعيليته.
- (ب) الطوسي بوصفه اثنا عشرياً: - وعلى العكس من هؤلاء هناك أدلة ترجح كونه اثنا عشرياً ومن ذلك ما يأتي:

1. مؤلفاته في الكلام والتي اشتملت على مباحث الإمامة والعصمة صريحة كل الصراحة بالتزام كاتبها بالتشيع الإمامي الصحيح.
2. إعلانه عن أن إقامته عند الإسماعيليين كانت جبرية.
3. إعلانه عن عقيدته بعد تركه للإسماعيلية: - بمعنى أنه لم يرد أن يترك الحكم عليه لأحد بل صرح بعقيدته.
4. وإنما صرح باثنا عشريته خوفاً من أن يظن أن إقامته الطويلة لدى الإسماعيلية غيرت من عقيدته فأراد أن يطرح هذا الظن بعيدا ويعلن عن ولائه المستمر لطائفة الشيعة الاثنا عشرية.
5. كما أن دفنه في المشهد الكاظمي يدل على أنه اثنا عشري.

وهذه الأدلة التي ساقها حسن الأمين لم تكن مقنعة لعدد آخر من الباحثين مما جعل الأمر محل جدل،
والواقع أنه إذا كان الكثير من المؤرخين والباحثين قد اختلفوا حول عقيدة الطوسي: هل هو إسماعيلي أو اثنا عشري، إلا أن الدكتور عباس سليمان عميد كلية الآداب (جامعة الإسكندرية)، يرى عدم التحيز لأي من الفريقين.

## شعره
كان الطوسي ينظم الشعر في اللغتين العربية والفارسية ومن شعره العربي في حب الإمام علي بن أبي طالب:

## كتبه ومؤلفاته

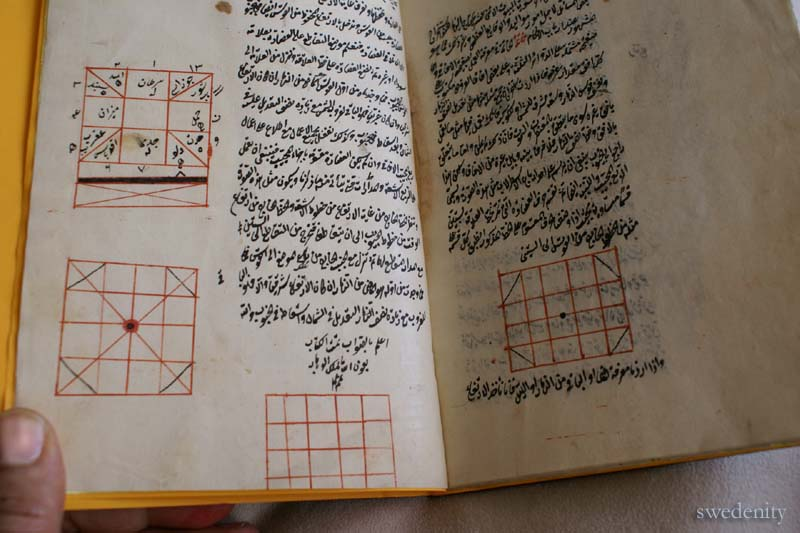
كتاب الرسالة الإسطرلابية في علم الفلك لنصير الدين الطوسي.

كتب نصير الدين في علم المثلثات وعلم الفلك والجبر والهندسة والحساب والتقاويم والطب والجغرافيا والمنطق والأخلاق والموسيقى وعلم التنجيم وغيرها من المواضيع. كما ترجم بعض كتب اليونان وعلق على مواضيعها شارحًا ومنتقدًا. من أشهر مؤلفاته:
- كتاب شكل القطاع، وهو أول مؤلف فرق بين حساب المثلثات وعلم الفلك. يقول عنه كارادي فو: «وهو مؤلف من الصنف الممتاز في علم المثلثات الكروية». ترجم إلى اللاتينية والفرنسية والإنجليزية، وظل الأوربيون يعتمدون عليه لعدة قرون.
- التذكرة النصيرية، وهو كتاب عام في علم الفلك. أوضح فيه كثيرًا من النظريات الفلكية، وفيه انتقد «كتاب المجسطي» لبطليموس. ويعترف «سارطون» بأن هذا الانتقاد يدل على عبقرية الطوسي وطول باعه في علم الفلك.
- تجريد العقائد
- تجريد المنطق
- التذكرة في علم الهيئة، (شرح التذكِرة) - التعليقات كتبها عبد العلي، البرجندي، ومن نظّام نيسابوري.
- زيج الإيلخاني، وهو كتاب يشتمل على حسابات أرصاده التي قام بها خلال اثنتي عشرة سنة.
- كتاب قواعد الهندسة.
- كتاب في الجبر والمقابلة.
- كتاب ظاهرات علم الفلك.
- كتاب تحرير المناظر، في البصريات.

وقد كتب نصير الدين مصنفاته باللغتين العربية والفارسية، وترجمت إلى اللغة اللاتينية وغيرها من اللغات الأوربية في العصور الوسطى، كما تم طبع العديد منها.

## تحقيقاته

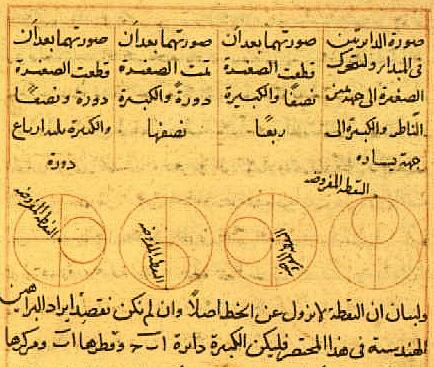
رسم الطوسي حول مزدوجة الطوسي.

### الفلك
كان المفهوم السائد في الوقت الذي عاش فيه نصير الدين الطوسي هو مفهوم مركزية الارض -أي ان الأرض هي مركز الكون-أنتقد الطوسي هذا النظام وحاول ايجاد بدائل له وحل معدل المسار.

تمكن الطوسي من ابداع طريقة رياضية عرفت فيما بعد بمزدوجة الطوسي نقضت نظرية أرسطو والتي كانت تنص على أن الحركة أما خطية أو دائرية حيث أثبت الطوسي بانه من الممكن ان تنتج حركة خطية من حركتان دائريتان. وأستعمل هذه التقنية لحل أشكالية النظام البطلمي، ومعدل المسار للعديد من الكواكب. لكنه لم يستطع ايجاد تفسير لحركة عطارد، والتي حلت لاحقا من قبل ابن الشاطر بالاعتماد على مزدوجة الطوسي، ويعتقد العديد من العلماء بان مزدوجة الطوسي وجدت طريقها إلى مكتبة الفاتيكان بعد فتح القسطنطينية عام 1453م لتصل إلى عالم الفلك نيكولاس كوبرنيكوس الذي اعتمد عليها في نظريته الشهيرة مركزية الشمس والتي غيرت مفاهيم علم الفلك جذريا وانهت الاعتقاد السائد بان الأرض هي مركز الكون.

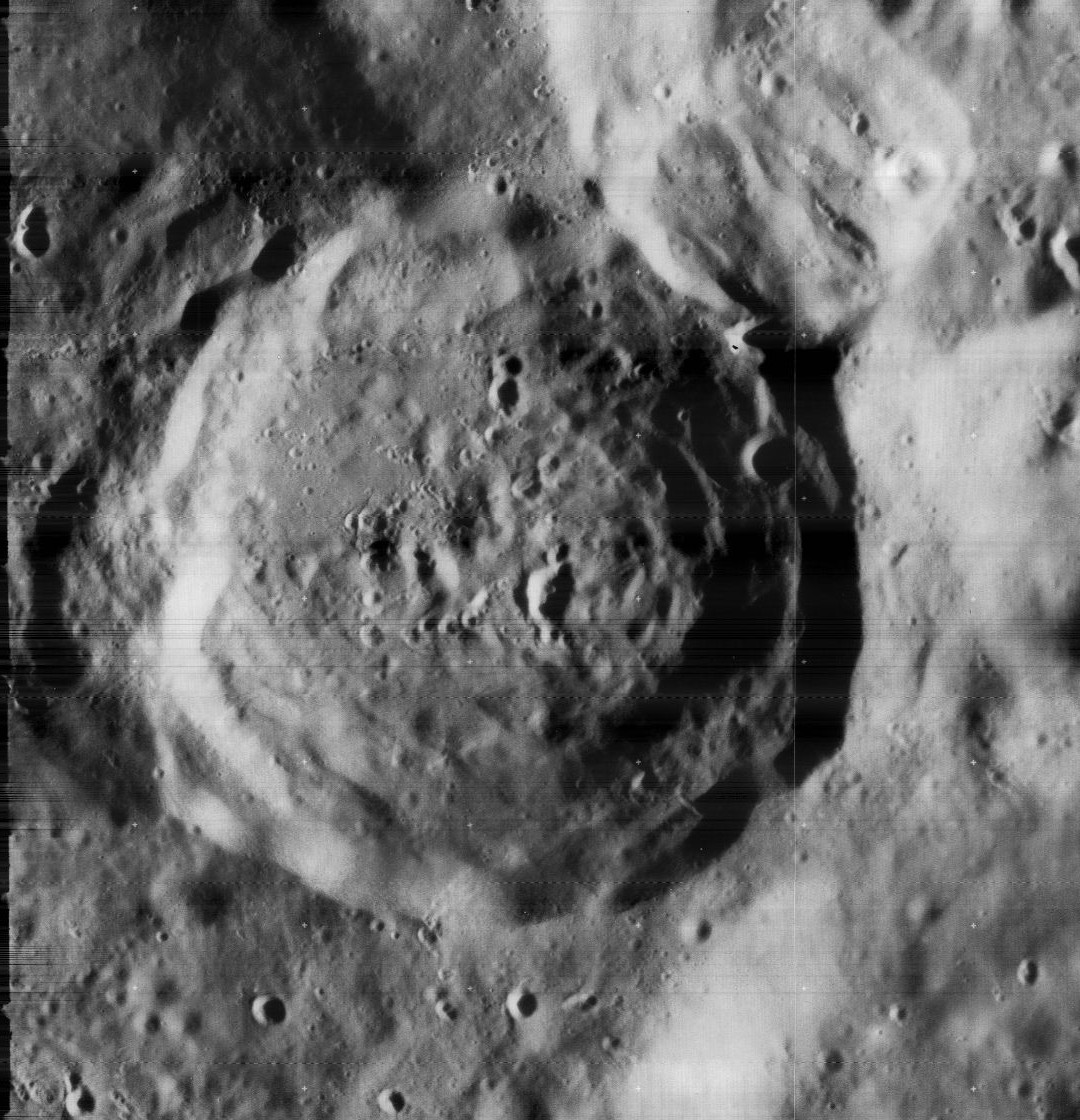
فوهة نصير الدين القمرية، سُميت تيمُنًا به.

تمكن الطوسي أيضا ومن خلال ملاحظاته في مرصد مراغة والذي كان أفضل المراصد في ذاك الوقت، أن يضع الجدول الأدق لحركة الكواكب في ذاك الوقت في كتابه الزيج الأخليني وأستغرق في ذلك 12 سنة. حيث يحتوي هذا الكتاب على جدول فلكي لحساب مواقع الكواكب وأسماء النجوم وقد أستخدم بشكل واسع حتى اكتشاف نظام مركزية الشمس لنيكولاس كوبرنيكوس. كما استطاع تحديد معدل الانحراف السنوي لمحور الأرض وهي 51 درجة\سنة، وهي قريبة من الدرجة المكتشفة حديثا وهي 50.2.

تمكن الطوسي أيضا من أن يضع وصفا دقيقا لمجرة درب التبانة حيث قال في كتابه التذكرة ان درب التبانة مخلوقة من عدد هائل من النجوم الصغيرة المتقاربة، ولشدة صغرها وتركيزها تبدو كرقع غيمية لذلك تكون قريبة من لون الحليب، وهذا ما تم اكتشافه بعد ثلاث قرون عندما استعمل جاليليو المرقاب ليكتشف بان المجرة مكونة من عدد هائل من النجوم الخافتة.
أقنع الطوسي هوليو خان ببناء مرصد لإنشاء جداول فلكية دقيقة للتنبؤات الفلكية الأفضل. ابتداءً من عام 1259، تم بناء مرصد راس خانه في أزربيجان، جنوب نهر أراس، وإلى الغرب من المراغة، عاصمة إمبراطورية إيلخانات.
انتقد الطوسي استخدام بطليموس لأدلة الملاحظة لإظهار أن الأرض كانت في حالة راحة، مشيرًا إلى أن هذه الأدلة لم تكن حاسمة. على الرغم من أن هذا لا يعني أنه كان مؤيدًا لحركة الأرض، فقد أكد هو ومعلقه في القرن السادس عشر البرجندي، على أن حركة الأرض لا يمكن إثباتها، إلا من خلال المبادئ المادية الموجودة في الفلسفة الطبيعية. كانت انتقادات الطوسي لبطليموس مشابهة للحجج التي استخدمها كوبرنيكوس في عام 1543 للدفاع عن دوران الأرض.

### البيولوجيا (أو علم الأحياء)
في كتابه أخلاق الناصري، كتب الطوسي عن مواضيع بيولوجية عديدة. دافع عن نسخة من لسكالا ناتوراي (سلسلة الكينونة العظمى) لأرسطو، حيث وضع الإنسان فوق الحيوانات والنباتات والمعادن والعناصر. ووصف «الأعشاب التي تنمو بدون بذر أو زراعة، بمجرد اختلاط العناصر»، باعتبارها الأقرب إلى المعادن. من بين النباتات، اعتبر نخيل التمر الأكثر تطوراً، لأنه «ينقصه شيء واحد فقط للوصول إلى (مرحلة) حيوان: تمزيق نفسه من التربة والابتعاد عن الطعام بحثًا عن الغذاء.»
أقل الحيوانات «مجاورة لمنطقة النباتات: مثل تلك الحيوانات التي تنتشر مثل العشب، كونها غير قادرة على التزاوج [...]، على سبيل المثال ديدان الأرض، وبعض الحشرات». تتميز الحيوانات «التي تصل إلى مرحلة الكمال [...] بأسلحة مطورة بالكامل»، مثل قرون قرون وأسنان ومخالب. وصف الطوسي هذه الأعضاء بأنها تكيف مع نمط حياة كل نوع، بطريقة تتنبأ باللاهوت الطبيعي. هو أكمل قائلاً:
«أنبل هذا النوع هو أن الشخص الذي يتسم بحكمة وإدراكه هو أنه يقبل الانضباط والتعليم: وبالتالي، يتراكم الكمال الذي لم يخلقه في الأصل. هذا هو الحصان المدرّس والصقر المدرّب. في ذلك، كلما تجاوزت المرتبة، إلى أن يتم الوصول إلى نقطة حيث تكفي الملاحظة (المجردة) للعمل يكفي كتعليمات: وهكذا، عندما يرون شيئًا ما، يقومون بأداء ما يشبهه من خلال التقليد، دون تدريب [...] هذا هو أقصى درجات الحيوانات، وأول درجات الإنسان المتجاورة معها.»
وهكذا، في هذه الفقرة، وصف الطوسي أنواعًا مختلفة من التعلم، معترفًا بالتعلم بالملاحظة على أنه الشكل الأكثر تقدمًا، ونسبته بشكل صحيح إلى بعض الحيوانات.
يبدو أن الطوسي ينظر إلى الإنسان على أنه ينتمي إلى الحيوانات، حيث ذكر أن "الروح الحيوانية [التي تتضمن قدرات الإدراك والحركة ...] تقتصر على أفراد الأنواع الحيوانية"، وذلك من خلال امتلاك "الإنسان" الروح، [...] الجنس البشري مميز ومختص أكثر مقارنة بالحيوانات الأخرى."
قام بعض العلماء بتفسير كتابات الطوسي البيولوجية على أنها توحي بأنه يصدق بنوع من نظرية التطور. ومع ذلك، لم يذكر الطوسي بشكل صريح أنه يعتقد أن الأنواع تتغير مع مرور الوقت.

### الكيمياء والفيزياء
في الكيمياء والفيزياء، أبدع الطوسي صيغة لقانون بقاء المادة حيث كتب أن مادة ما هي قابلة للتحول ولكنها غير قابلة للاختفاء.وبالتالي قد سبق اكتشاف الاوربيين للقانون ب 500 عام.

### الفقه
ألف الطوسي كتاب تجريد الكلام في تحرير عقائد الإسلام ويتضمن بين فصوله الستة أثبات وجود الله وأثبات صفاته وأثبات أفعاله ثم اثبات نبوة الانبياء ومعصوميتهم من الخطأ وأثبات نبوة محمد ثم أثبات الإمامة ومعصومية الأمام من الخطأ وأثبات إمامة علي بن أبي طالب وأثبات المعاد ووجود الجنة والنار، ولا زال يدرس هذا الكتاب في المدارس الشيعية. وقيل في الكتاب:
| نصير الدين الطوسي    | تصنيف مخزون بالعجائب، وتأليف مشحون بالغرائب، فهو وإن كان صغير الحجم، وجيز النظم، لكنّه كثير العلم، عظيم الاسم، جليل البيان، رفيع المكان، حسن النظام، مقبول الأئمّة العظام، لم يظفر بمثله علماء الأعصار، ولم يأت بمثله الفضلاء في القرون والأدوار، مشتمل على إشارات إلى مطالبَ هي الأمّهات مشحون بتنبيهات على مباحث هي المهمات، مملوء بجواهر كلّها كالفصوص، ومحتوٍ على كلمات يجري أكثرها مجرى النصوص، متضمن لبيانات معجزة، في عبارات موجزة | نصير الدين الطوسي |
| — علاء الدين القوشجي | |                   |

### المنطق
كتاب شرح الإشارات والتنبيهات لإبن سينا.
أساس الاقتباس.
نصير الدين الطوسي كان من مؤيدي منطق ابن سينا، وكتب التعليق التالي على نظرية ابن سينا للاقتراحات المطلقة:
«ما دفعه إلى ذلك هو أن أرسطو في القياس المنطقي المؤيد وغيره يستخدم أحيانًا تناقضات المقترحات المطلقة على افتراض أنها مطلقة؛ وهذا هو السبب في أن الكثيرين قرروا أن المطلقات تناقضوا مع المطلقات. عندما أثبت ابن سينا أن هذا خطأ، أراد تطوير طريقة لتفسير تلك الأمثلة من أرسطو.»

### الرياضيات
كان الطوسي هو أول من كتب في علم المثلثات بمعزل تام عن علم الفلك. حيث جعل علم المثلثات فرعًا مستقلًا في الرياضيات البحتة.والطوسي هو أول من استعمل الحالات الست للمثلث الكروي القائم الزاوية.

وهو الذي صاغ قانون الجيب للمثلثات المسطحة:
{\displaystyle {\frac {a}{\sin A}}={\frac {b}{\sin B}}={\frac {c}{\sin C}}}
وهو الواضع لقانون الجيب للمثلثات الكروية، ومكتشف قانون الظل، وأثبت البراهين لكلا القانونين.
تلا ذلك عمل سابق لعلماء الرياضيات اليونانيين مثل مينيلوس من الإسكندرية، الذي كتب كتابًا عن علم المثلثات الكروية يدعى Sphaerica، وعلماء الرياضيات المسلمون الأوائل أبو الوفاء البوزجاني والجياني.

## تأثيراته
الفوهة الصدمية القمرية التي يبلغ قطرها 60 كم والموجودة في نصف الكرة الجنوبي من القمر تحمل اسم «نصير الدين». سمي الكوكب الصغير (10269 طوسي) الذي اكتشفه عالم الفلك السوفيتي نيكولاي ستيبانوفيتش تشرنيخ في عام 1979 باسمه. كما تم تسمية جامعة نصير الدين الطوسي للتكنولوجيا في إيران ومرصد شماخي في جمهورية أذربيجان بأسمه. في شهر شباط فبراير 2013، احتفلت جوجل بعيد ميلاده الثامن من عام 812 مع جوجل دودل، والتي كان يمكن الوصول إليها في مواقعها على الإنترنت باللغة العربية التي أطلق عليها الفارسية.

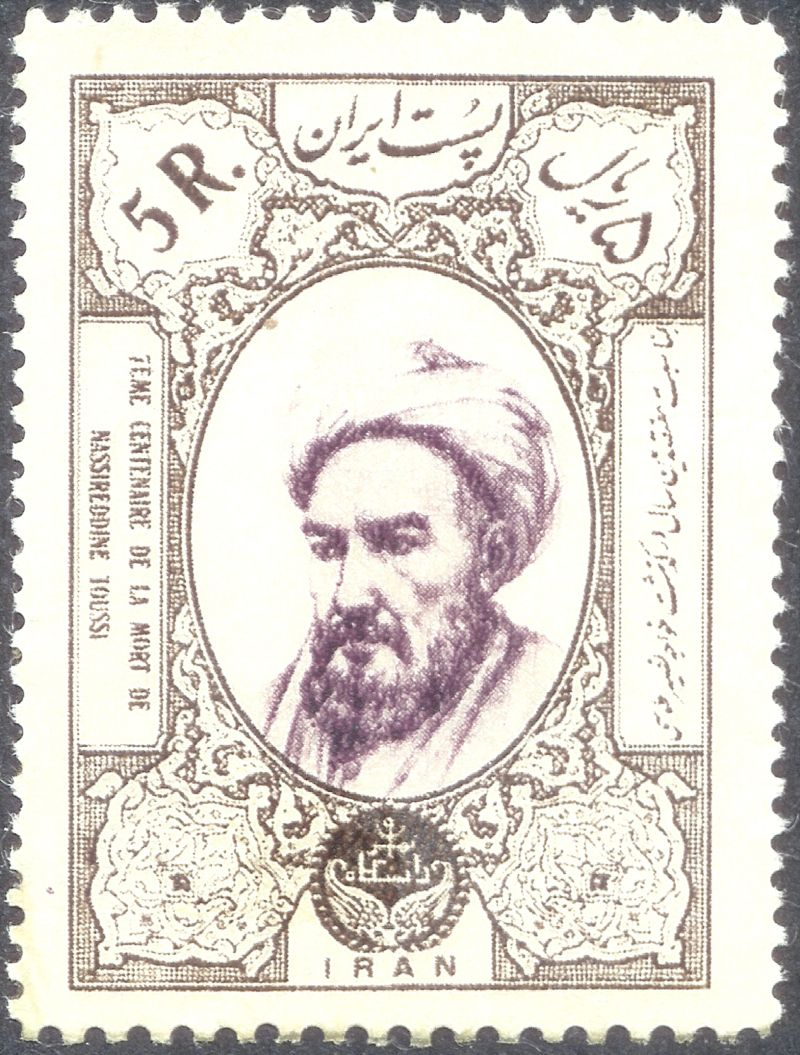
طابع بريدي إيراني صدر عام 1976 بمناسبة الذكرى السبعمائة لوفات الطوسي.
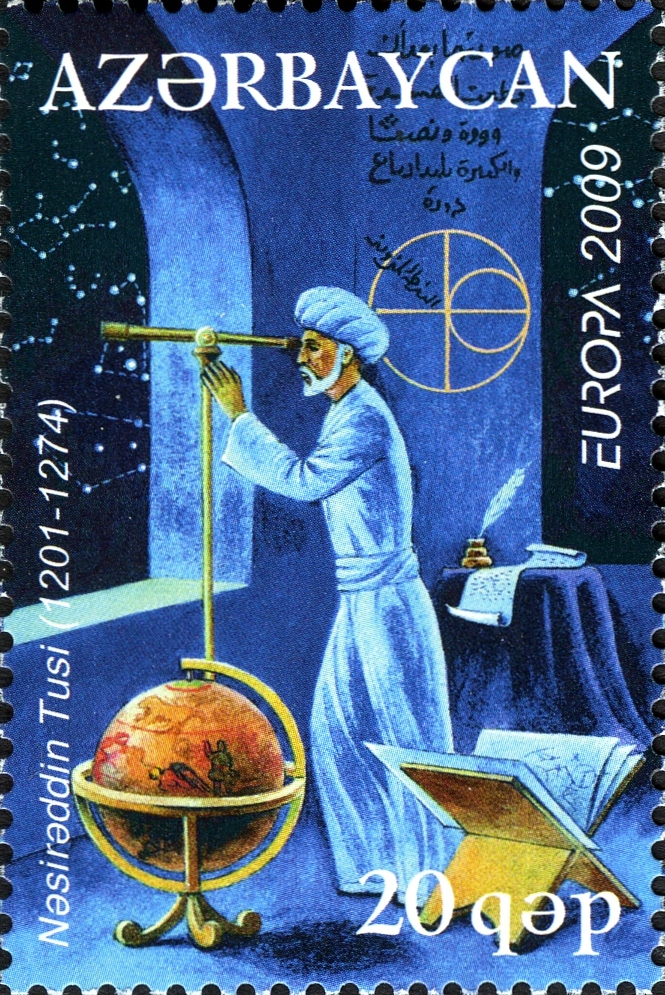
الطوسي على طابع بريدي اذربيجاني صدر عام 2009.
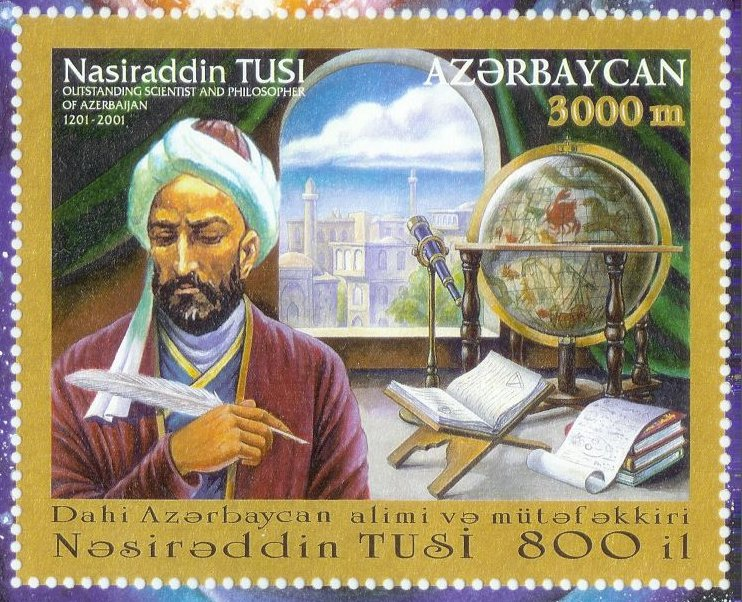
الطوسي على طابع بريدي اذربيجاني صدر عام 2001.

## ما قيل فيه
- قال ابن تيمية: «هَذَا الرَّجُلَ اشْتَهَرَ عِنْدَ الْخَاصِّ وَالْعَامِّ أَنَّهُ كَانَ وَزِيرَ الْمَلَاحِدَةِ الْبَاطِنِيَّةِ الْإِسْمَاعِيلِيَّةِ بِالْأَلَمُوتِ ، ثُمَّ لَمَّا قَدِمَ التُّرْكُ الْمُشْرِكُونَ إِلَى بِلَادِ الْمُسْلِمِينَ . وَجَاءُوا إِلَى بَغْدَادَ - دَارِ الْخَلَّاقَةِ - كَانَ هَذَا مُنَجِّمًا مُشِيرًا لِمَلِكِ التُّرْكِ الْمُشْرِكِينَ هُولَاكُو  . أَشَارَ عَلَيْهِ بِقَتْلِ الْخَلِيفَةِ وَقَتْلِ  . أَهْلِ الْعِلْمِ وَالدِّينِ، وَاسْتِبْقَاءِ أَهْلِ الصِّنَاعَاتِ وَالتِّجَارَاتِ الَّذِينَ يَنْفَعُونَهُ فِي الدُّنْيَا، وَأَنَّهُ اسْتَوْلَى عَلَى الْوَقْفِ الَّذِي لِلْمُسْلِمِينَ، وَكَانَ يُعْطِي مِنْهُ مَا شَاءَ اللَّهُ لِعُلَمَاءِ الْمُشْرِكِينَ وَشُيُوخِهِمْ مِنَ الْبَخَشِيَّةِ . السَّحَرَةِ . وَأَمْثَالِهِمْ، وَأَنَّهُ لَمَّا بَنَى الرَّصْدَ الَّذِي بِمَرَاغَةَ عَلَى طَرِيقَةِ الصَّابِئَةِ الْمُشْرِكِينَ، كَانَ أَبْخَسُ . النَّاسِ نَصِيبًا مِنْهُ مَنْ كَانَ إِلَى . أَهْلِ الْمِلَلِ أَقْرَبَ، وَأَوْفَرُهُمْ نَصِيبًا مَنْ كَانَ أَبْعَدَهُمْ عَنْ  . الْمِلَلِ، مِثْلَ الصَّابِئَةِ [الْمُشْرِكِينَ، وَمِثْلَ الْمُعَطِّلَةِ]  . وَسَائِرِ الْمُشْرِكِينَ، [وَإِنِ ارْتَزَقُوا بِالنُّجُومِ وَالطِّبِّ وَنَحْوِ ذَلِكَ] ، وَبِالْجُمْلَةِ . فَأَمْرُ هَذَا الطُّوسِيِّ وَأَتْبَاعِهِ عِنْدَ الْمُسْلِمِينَ أَشْهَرُ وَأَعْرَفُ مِنْ أَنْ يُعَرَّفَ وَيُوصَفَ. وَمَعَ هَذَا فَقَدَ قِيلَ: إِنَّهُ كَانَ فِي آخِرِ عُمْرِهِ يُحَافِظُ عَلَى الصَّلَوَاتِ الْخَمْسِ . وَيَشْتَغِلُ بِتَفْسِيرِ الْبَغَوِيِّ وَبِالْفِقْهِ وَنَحْوِ ذَلِكَ. فَإِنْ كَانَ قَدْ تَابَ مِنَ الْإِلْحَادِ فَاللَّهُ يَقْبَلُ التَّوْبَةَ عَنْ عِبَادِهِ، وَيَعْفُو عَنِ السَّيِّئَاتِ. وَاللَّهُ تَعَالَى يَقُولُ: {يَاعِبَادِيَ الَّذِينَ أَسْرَفُوا عَلَى أَنْفُسِهِمْ لَا تَقْنَطُوا مِنْ رَحْمَةِ اللَّهِ إِنَّ اللَّهَ يَغْفِرُ الذُّنُوبَ جَمِيعًا}»[45]
- قال ابن قيم الجوزية: «ولما انتهت النوبة إلى نصير الشرك، والكفر الملحد، وزير الملاحدة، النصير الطوسى وزير هولاكو، شفا نفسه من أتباع الرسول وأهل دينه، فعرضهم على السيف، حتى شفا إخوانه من الملاحدة، واشتفى هو، فقتل الخليفة والقضاة والفقهاء والمحدثين، واستبقى الفلاسفة، والمنجمين، والطبائعيين، والسحرة. ونقل أوقاف المدارس والمساجد، والربط إليهم، وجعلهم خاصته وأولياءه، ونصر في كتبه قدم العالم، وبطلان المعاد، وإنكار صفات الرب جل جلاله: من عمله، وقدرته، وحياته، وسمعه، وبصره، وأنه لا داخل العالم ولا خارجه، وليس فوق العرش إله يعبد البتة»[46]
- قال تلميذه العلامة الحلي: «وكان هذا الشيخ محققا مدققا عالما صرفا متبحرا عميقا، أفضل أهل عصره في العلوم العقلية والنقلية والرياضية، وله مصنفات كثيرة في العلوم الحكمية والشرعية على مذهب الإمامية. وكان أشرف من شاهدناه في الأخلاق نور الله ضريحه، قرأت عليه الهيات الشفاء لأبي علي بن سينا، وبعده التذكرة في الهيئة تصنيفه ثم أدركه المحتوم انتهى.»[47]
- قال مصطفى التفرشي: «نصير الملة والدين ، قدوة المحققين ، سلطان الحكماء والمتكلمين ، انتهت رئاسة الإمامية في زمانه إليه ، وأمره في علو قدره وعظم شأنه وسمو مرتبته وتبحره في العلوم العقلية والنقلية ودقة نظره وإصابة رأيه وحدسه وإحرازه قصبات السبق في مضمار التحقيق والتدقيق أشهر من أنّ يذكر وفوق ما يحوم حوله العبارة وكفاك في ذلك حله ما لم ينحل على الحكماء المتبحرين من لدن آدم إلى زمانه رضي‌الله‌عنهوأرضاه»[48]
- قال الحر العاملي: «المحقق خواجة نصير الدين محمد بن محمد بن الحسن الطوسي: كان فاضلا، ماهرا، عالما، متكلما، محققا في العقليات، له كتب»[49]

## وفاته
توفي الطوسي في بغداد سنة 672 هـ، ودفن في الكاظمية.

## وصلات خارجية
- نصير الدين الطوسي على موقع الموسوعة البريطانية (الإنجليزية)
- كتب ومؤلفات نصير الدين الطوسي علي موقع المكتبة الرقمية العالمية
- بحث عن نصير الدين الطوسي، خالد العاني من جمعية هواة الفلك السورية